# 阿塞雷德
阿塞雷德，是西班牙阿拉贡自治区萨拉戈萨省的一个市镇。 总面积30平方公里，总人口165人（2018年），人口密度9人/平方公里。